# USV Eschen/Mauren
USV Eschen/Mauren este un club de fotbal din Eschen, Liechtenstein care evoluează în Swiss 1. Liga.

## Palmares
- Cupa Liechtenstein: 4

1976, 1977, 1978, 1987